# 55-ös busz (Miskolc)
Az 55-ös buszjárat egy megszűnt miskolci buszjárat. A Vadaspark és a Majális-park között közlekedett 1984 és 1988 között, csak munkaszüneti napokon.

## Helyettesítése
2013. június 17-étől a Vadasparkba látogató vendégek, turisták igény szerint utazhatnak az 55-öst kiváltó ZOO járattal.
A Vadaspark látogatottsága a nyári időszakban megnő, ezért a társaság egy új viszonylat bevezetésével olyan szolgáltatást tud adni, mely az utasok „igénye szerint” közlekedik a hajdani 55-ös busz helyett.